# Pirata (despectivo)

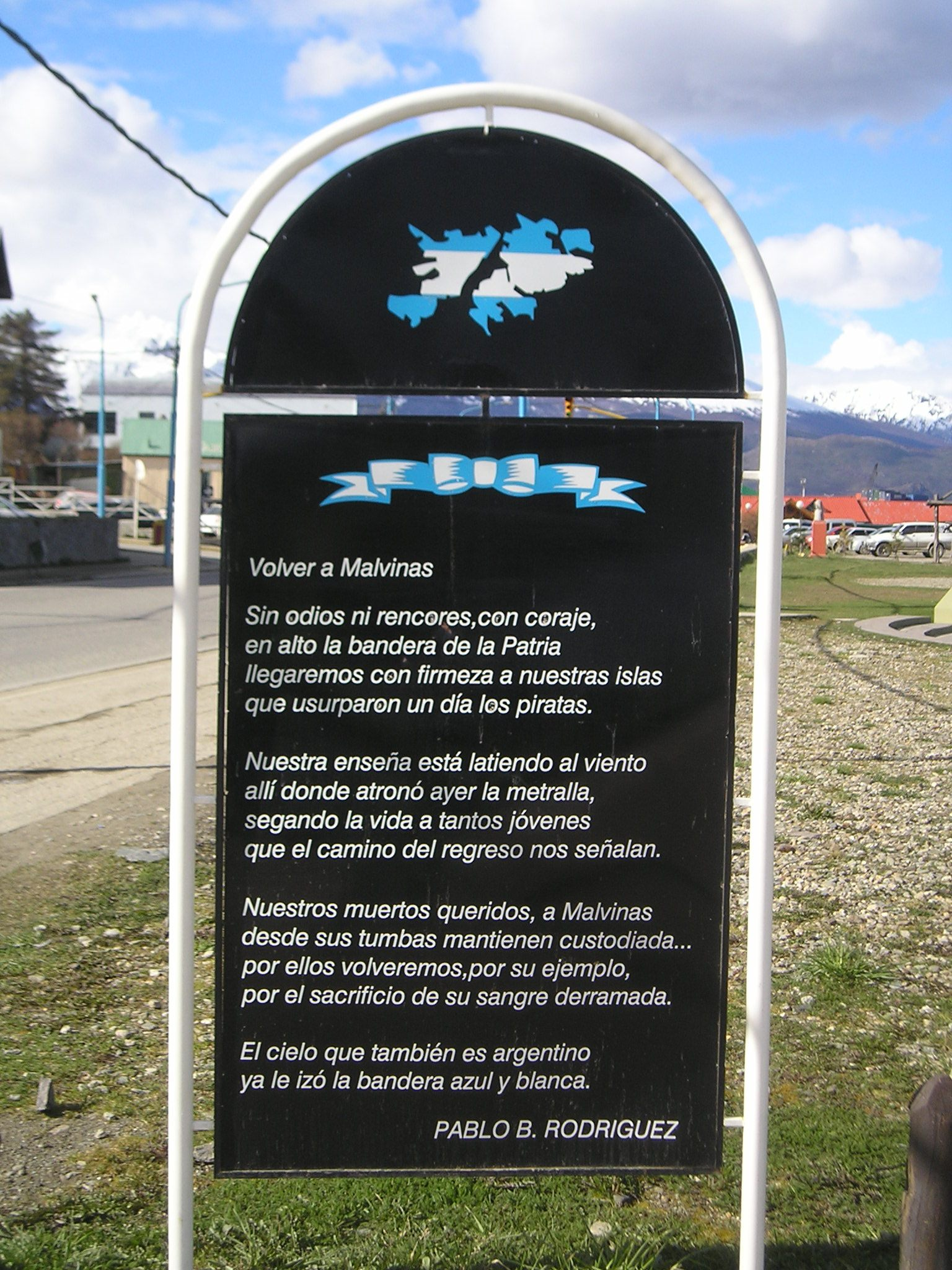
Poema sobre las Malvinas en la plaza Islas Malvinas de Ushuaia donde se lee «... que usurparon un día los piratas», refiriéndose a los ingleses.

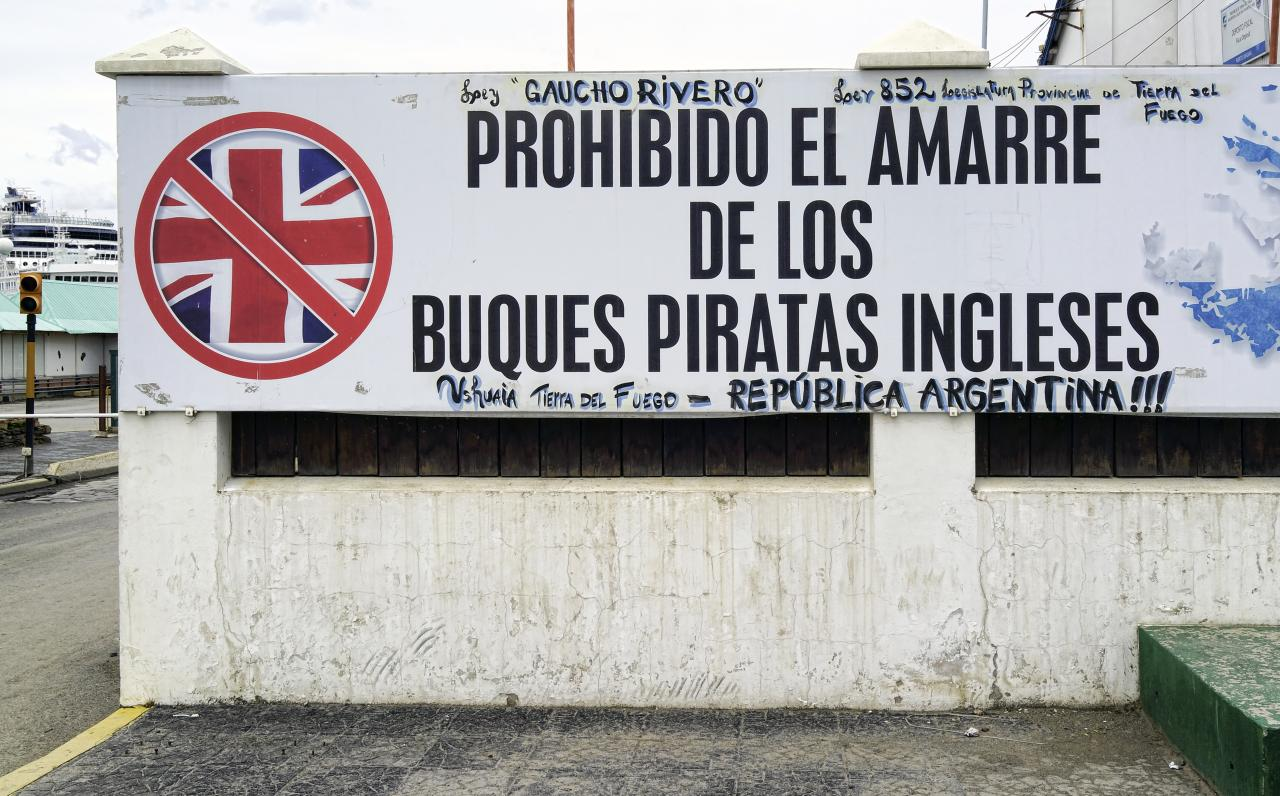
El término también se aplica a los objetos relacionados con los británicos. En este caso los buques con bandera británica. La pintada hace referencia a la Ley Gaucho Rivero.

Pirata es un despectivo utilizado en parte de la Argentina. Si bien el término forma parte del lenguaje popular argentino, se utiliza para denominar despectivamente a los naturales, habitantes, objetos relacionados y al gobierno de Inglaterra o, por extensión, a todos los del Reino Unido, en lugar de utilizar «inglés» o «británico». Esto ocurre principalmente al referirse sobre la cuestión de las islas Malvinas, administradas de facto por el Reino Unido y reclamadas por la Argentina. Al implicar una relación con la piratería, su uso es principalmente peyorativo y agraviante.
El término es también utilizado por una parte de la prensa (como, por ejemplo, en el caso del Diario Crónica y por otros medios), organizaciones y personalidades (incluyendo la expresidenta peronista Cristina Fernández de Kirchner). El término alusivo a los británicos también aparece en un verso de la canción «La hermanita perdida», escrita por Atahualpa Yupanqui.
En un recordado episodio, el submarino nuclear británico HMS Conqueror enarboló la bandera pirata al regresar de la guerra de las Malvinas luego de hundir el crucero ARA General Belgrano.
En algunas ocasiones también se utiliza el término para denominar a los habitantes y objetos relacionados de las islas Malvinas, también llamados kelpers. A su vez, muchos de ellos utilizan el término «Argies» para referirse a argentinos.

## Otros usos
En el lunfardo, pirata también se usa para definir a un hombre que frecuenta lugares de diversión nocturnos y muchas mujeres, entre ellas prostitutas, etc, o una persona que es infiel y comete adulterio. Se lo suele relacionar con la canción "Los piratas" del grupo Los Auténticos Decadentes. Además es usado para referirse al hincha y a todo lo relacionado con el Club Atlético Belgrano de la Ciudad de Córdoba.